# Yūichirō Hayashi
Yūichirō Hayashi (林祐一郎 Hayashi Yūichirō?) es un director de anime y animador japonés. Después de unirse a una escuela de animación a pedido de un amigo, Hayashi comenzó a trabajar en la industria del anime con InuYasha en 2001 y luego obtuvo su primer papel como director en 2012. Algunas series que ha dirigido incluyen Garo: The Animation, Kakegurui, Dorohedoro y Shingeki no Kyojin: The Final Season.

## Biografía
Después de graduarse de la escuela secundaria, Hayashi no tenía en mente ninguna carrera específica que seguir. Sin embargo, un amigo lo convenció de unirse a una escuela de animación dirigida por Toei Animation. Más tarde trabajó en su primera serie con animación intermedia y clave para InuYasha en 2001. En 2012, dirigió su primera serie con Pes: Peace Eco Smile, una serie de cortos de anime producidos por Studio 4 °C para promocionar Toyota. Más tarde, Masao Maruyama le ofreció dirigir Garo: The Animation en MAPPA, lo que aceptó.
Poco después de completar el trabajo en Garo: The Animation, el director ejecutivo de MAPPA, Manabu Otsuka, se acercó a Hayashi para dirigir Kakegurui, a lo que Hayashi accedió. Más tarde, Hayashi dirigió Dorohedoro, que fue nominado a anime del año y mejor fantasía en los Crunchyroll Anime Awards 2021. A partir de 2020, Hayashi dirigió Shingeki no Kyojin: The Final Season, que fue nominado a anime del año y mejor acción en los Crunchyroll Anime Awards de 2022. El propio Hayashi también fue nominado a mejor director.

## Obras

### Series de anime
- InuYasha (2001) (animación intermedia y clave)[2]
- Sōten Kōro (2009) (diseñador de personajes)[10]
- Garo: The Animation (2014-2015) (director)[5]
- Kakegurui (2017-2019) (director)[2]
- Dorohedoro (2020) (director)[6]
- Shingeki no Kyojin: The Final Season (2020-2023) (director)[8]

### Películas
- Batman: Gotham Knight (2008) (animación clave)[11]
- Halo Legends (2009) (diseños mecánicos)
- Bienvenido al espectáculo espacial (2010) (director de arte)[3]
- 009 Re:Cyborg (2012) (guiones gráficos)[11]
- Psycho-Pass: The Movie (2015) (guiones gráficos)[11]
- Garo: Llama Divina (2016) (director)[12]

### Serie web
- Pes: Peace Eco Smile (2012) (director)[4]